# 고유얼굴

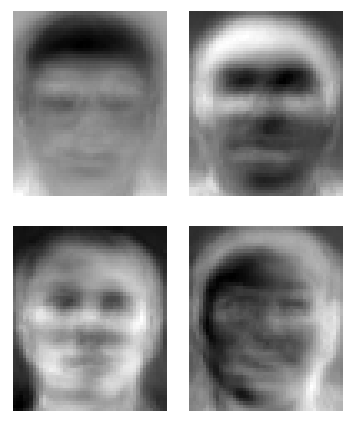
AT&T 랩스의 일부 고유얼굴

고유얼굴(Eigenface, /ˈaɡən-/ EYE-gən-)은 인간 얼굴 인식의 컴퓨터 비전 문제에 사용될 때 고유 벡터 집합에 부여되는 이름이다. 인식을 위해 고유 얼굴을 사용하는 접근 방식은 시로비치와 커비가 개발했으며 매튜 턱(Matthew Turk)과 알렉스 펜틀랜드(Alex Pentland)가 얼굴 분류에 사용했다. 고유벡터는 얼굴 이미지의 고차원 벡터 공간에 대한 확률 분포의 공분산 행렬에서 파생된다. 고유얼굴 자체는 공분산 행렬을 구성하는 데 사용되는 모든 이미지의 기본 세트를 형성한다. 이는 더 작은 기본 이미지 세트가 원본 훈련 이미지를 나타낼 수 있도록 하여 차원 감소를 생성한다. 분류는 기본 세트로 얼굴이 표현되는 방식을 비교하여 달성할 수 있다.

## 같이 보기
- 용모
- 패턴 인식